# جوشوا فرنانديز
جوشوا فرنانديز هو مخرج ماليزي، ولد في 19 أبريل 1974 في كوالالمبور في ماليزيا.